# Ich hab den Weihnachtsmann geküsst
Ich hab den Weihnachtsmann geküsst ist ein deutscher Fernsehfilm der Regisseurin Alex Schmidt aus dem Jahr 2024.

## Handlung
Bad Seelefeld, 24. Dezember. Die alleinerziehende Elektrikerin Laura reist gemeinsam mit ihrer sechsjährigen Tochter Miri zum Weihnachtsfest aus Köln an, um im Kreise ihrer Familie die Feiertage zu begehen.
Mit Weihnachten hat Laura nur wenig am Hut, zumal ein soeben zugesagter Großauftrag sie beruflich eigentlich an ihre Firma bindet. Im Elternhaus angekommen, erwarten sie die üblichen Querelen mit der Verwandtschaft: Vater Rainer begegnet ihr gewohnt distanziert und vergräbt sich in seiner Arbeit an der Außen-Weihnachtsbeleuchtung, während Mutter Vera ihr wiederholt zu verstehen gibt, es ihr sowieso nie recht machen zu können. Schwester Lizzi, die eine Auszeit sucht, drückt Laura wiederum sofort ihre Zwillinge in die Arme. Einzig über Oma Sophie, die seit einigen Jahren nicht mehr spricht, freut Laura sich.
Als auf Veras Initiative hin Lauras Ex-Freund, Miris Vater Lutz, auftaucht und verkündet, mit der Familie Heiligabend verbringen zu wollen und auch noch Ove, der norwegische Kollege ihres Schwagers, vor der Tür steht, den Lizzi mit ihr zu verkuppeln plant, reißt Laura zum Brotkauf aus. Vor der örtlichen Bäckerei trifft sie ihren ehemaligen Mitschüler Fin wieder, mit dem seit einem Konflikt zu Schulzeiten, bei dem Laura aufgrund eines von ihr verursachten Kurzschlusses die komplette Stadt lahmgelegt hat, im Clinch liegt. Als der Fauxpas am Abend an der Festtafel erneut Thema wird und ihre Familie belustigt, verlässt Laura entnervt die Tischrunde. Während die Familie samt Gästen zur Weihnachtsmesse aufbricht, lassen Laura und Sophie den Tag bei einer Tasse ausklingen, dessen Mischung als Geschenk für Laura unter dem Tannenbaum lag.
Am nächsten Morgen findet die Familie das Haus in völlig verwüsteten Zustand vor. Auch von Sophie fehlt jede Spur. Als Laura und Lutz sich auf die Suche machen, erfahren sie, dass nicht nur Zuhause, sondern auch anderorts in Bad Seefelds merkwürdige Dinge geschehen sind. Bei Sichtung der heimischen Überwachungskamera muss Laura ungläubig feststellen, dass sie einen Filmriss hat: Die Aufnahmen zeigen, wie sie mit Sophie in der Nacht zuvor das Haus verlässt und ohne ihre Oma zurückkehrt. In der Mülltonne kann sie einen zwanzig Jahre alten Wunschzettel ausfindig machen, dessen Wünsche die beiden Frauen am Abend zuvor abgearbeitet haben und der Aufschluss darüber gibt, wo Sophie sich aufhalten könnte. In Begleitung von Fin, der wiederum sein Auto vermisst, sucht sie die auf dem Zettel notierten Orte ab, wobei Laura und er Frieden schließen und sich näher kommen. Sie können Sophie schließlich bei ihrer Freundin in der örtlichen Seniorenresidenz aufspüren.
Zuhause gerät die Familie derweil in Besitz in eines Videos aus der Vornacht, in dem Laura lauthals ihrem Ärger für Reiner, Vera und Lizzi Luft macht und die Festivitäten ins Lächerliche zieht. Reiner verlässt daraufhin das Haus. Laura rennt ihm schuldbewusst hinterher, findet ihn jedoch zunächst nicht. Verärgert randaliert sie auf dem benachbarten Weihnachtsmarkt, wo zwei Polizistinnen sie festsetzen. Nachsichtig gestatten sie ihr, Reiner anzurufen und sich von ihm abholen zu lassen. Vater und Tochter versöhnen sich schließlich, nachdem Reiner eingesteht, enttäuscht darüber gewesen zu sein, dass seine Tochter ihn – der ebenfalls Elektriker ist – nie um Hilfe gebeten hat. Losgelöst feiert die Familie daraufhin den Ausklang des ersten Weihnachtsfeiertages, als Fin, der eigentlich bereits abgereist sein wollte, bei Familie Stiedler auftaucht. Während Laura und er sich küssen, holt Sophie die Teebüchse, die Laura zuvor weggeworfen hat, aus dem Mülleimer und zwinkert in die Kamera.

## Hintergrund

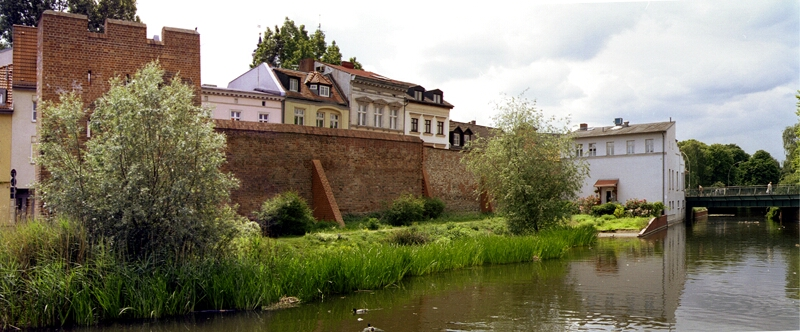
Kolk in Berlin-Spandau diente als Kulisse für das fiktive Bad Seelefeld.

Ich hab den Weihnachtsmann geküsst wurde von Sabotage Films im Auftrag des ZDF hergestellt. Als Produzenten traten Annedore von Donop und Karsten Aurich in Erscheinung. Das Drehbuch zum Film verfasste Alex Schmidt, die zugleich auch Regie führte. Verantwortliche ZDF-Redakteurin war Silvia Hubrich. Die Dreharbeiten fanden vom 13. Februar bis 23. März 2024 in Berlin und Umgebung statt. Als Kulisse für die fiktive Stadt Bad Seelefeld standen mitunter verschiedene Motive in der Kolk-Siedlung in Spandau Pate. Der Arbeitstitel lautete Mama küsst den Weihnachtsmann. Für Nachwuchsdarstellerin Lani Kalea Maurischat, die bis dato nur für Werbespots vor der Kamera gestanden hatte, markierte ihre Beteiligung an dem Film ihre erste Filmrolle.
Die Musik zum Film schrieb Komponist Marian Lux. Neben seinem Score bedient sich der Film einer Reihe weihnachtlicher Popsongs, darunter What Christmas Means to Me von  CeeLo Green, Holly Jolly Christmas von Michael Bublé, Winter Wonderland von den Andrew Sisters, Let It Snow! Let It Snow! Let It Snow! von Dean Martin, I Saw Mommy Kissing Santa Clause von Jane Krakowski, Santa Claus Is Coming to Town von Mariah Carey und Santa, If You’re There von Sarah Connor. Bei der Aufnahme der Bad Seelefeler Sängerknaben handelt es sich um das Lied In stiller Nacht, ein Lied des sechsköpfigen Vokalensembles Daarler Vocal Consort. Des Weiteren sind die Lieder Movie Loves a Screen von April Smith, Colbie Caillats Brighter Than The Sun, Christina Perris The Words sowie Robbie Williams’ Interpretation von Mr. Bojangles und Rozzi Cranes Version von Creep zu hören.

## Rezeption

### Kritik

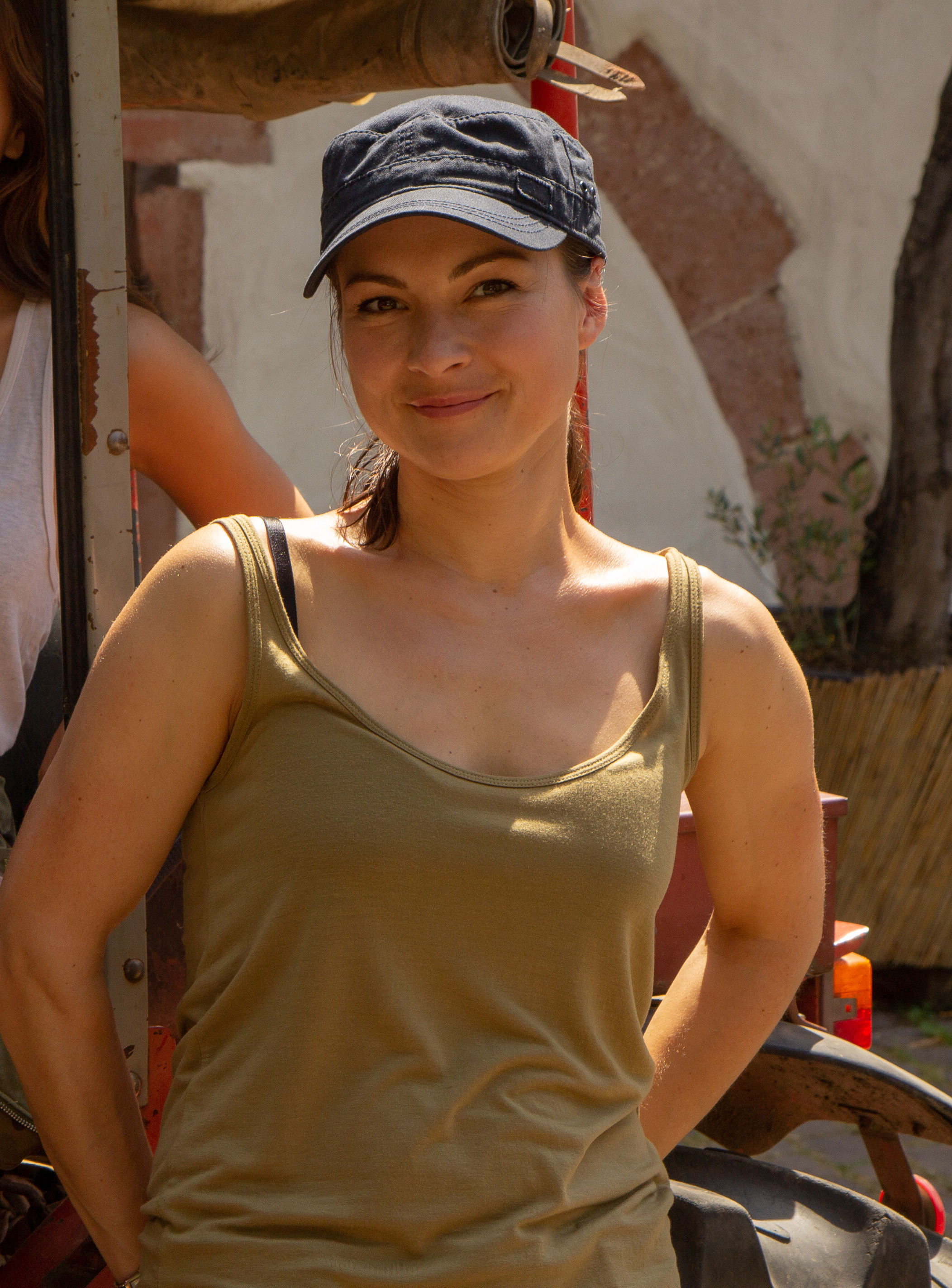
Das Ensemble um Hauptdarstellerin Henriette Richter-Röhl erhielt gemischte Kritiken für sein Spiel.

Tilmann P. Gangloff von Tittelbach.tv nannte Ich hab den Weihnachtsmann geküsst eine „sympathische Sonntags-Tragikomödie“. Der Film sei zwar „kurzweilig und flott“ umgesetzt, mangele jedoch an einem „gewissen Charme“, was vor allem an dem Ensemble liege, dem jene Natürlichkeit fehle, „die nötig ist, um die Mitwirkenden tatsächlich als Familie erscheinen zu lassen.“ So komme auch zwischen den beiden Darstellern Henriette Richter-Röhl und Eugen Bauder kaum Chemie auf. Weihnachtshasser kämen „dennoch auf ihre Kosten; schon allein der permanent im Hintergrund dudelnde Christmas-Pop wird bei Menschen mit Santa-Clausophobie Aversionen aller Art wecken“. Der Film erhält 3,5 von 6 Punkten.
Oliver Armknecht befand in seiner Kritik auf Film-Rezensionen.de, dass der Film eher „Langeweile statt Tiefgang“ biete. Es gebe zwar „ein paar nette Momente“ und auch schauspielerisch sei „nicht wirklich viel zu beanstanden“. Im Ganzen mangele es jedoch an konsequenter Umsetzung. So würden immer wieder Themen angeschnitten und Rollen eingeführt, nur um dann nicht weiter verfolgt zu werden. Hinzu komme, dass Ich hab den Weihnachtsmann geküsst nur selten komisch sei – „selbst wenn das so beabsichtigt war. Interessante Figuren sucht man auch vergeblich. Das reicht dann, um es ein bisschen nebenher laufen zu lassen. Mehr als das ist da nicht drin“. Der Film erhält 4 von 10 Punkten.
Prisma-Rezensent Rupert Sommer bezeichnete die Produktion als „überdrehten Film mit prominenter Besetzung“, der „festlichen Spaß und unerwartete Wendungen“ verspreche. Bei Ich hab den Weihnachtsmann geküsst handele es sich um eine „gepflegt chaotische Festtags-Filmkomödie“, die „die Klischeevorstellungen zum Festtagsglück auf den Kopf“ stelle und daher „eine willkommene Fluchtmöglichkeit“ zur Weihnachtszeit biete.
Filmdienst nannte Ich hab den Weihnachtsmann geküsst eine „seichte Weihnachtskomödie mit schwach gezeichneten Figuren ohne Tiefe und der kaum originellen Botschaft, die kleinen Dinge im Leben wertzuschätzen“. Die Zeitschrift TV Spielfilm bewertet den Film hingegen positiv und resümierte: „Das alte Spiel um Topf und Deckel nett aufbereitet [...] Feel-good-Spaß mit Herz, Witz und einer glänzend aufgelegten Henriette Richter-Röhl“.

### Einschaltquoten
Ich hab den Weihnachtsmann geküsst wurde am 17. November 2024 in der ZDF Mediathek zur Veröffentlichung freigegeben. Die TV-Erstausstrahlung erfolgte am 8. Dezember 2024 zur Hauptsendezeit im ZDF. Mit 4,18 Millionen Zuschauern und einem Marktanteil von 15,2 Prozent avancierte die Produktion hinter den ARD-Sendungen Brennpunkt und Tatort: Stille Nacht sowie der vorausgegangenen Tagesschau-Ausgabe zur viertmeistgesehenen Sendung des Tages. In der werberelevanten Zielgruppe der 14- bis 49-Jährigen konnte ein überdurchschnittlicher Marktanteil von 8,7 Prozent bei 0,53 Millionen Zuschauern erzielt werden.